# Russula lepidicolor
Russula lepidicolor är en svampart som beskrevs av Romagn. 1962. Russula lepidicolor ingår i släktet kremlor och familjen kremlor och riskor.   Inga underarter finns listade i Catalogue of Life.

## Bildgalleri